# Herbert Grohs
Herbert Grohs (né le 4 mai 1931 en Autriche et mort le 7 avril 2018) était un joueur autrichien de football.

## Biographie
Herbert Grohs, né le 4 mai 1931 et mort le 7 avril 2018, était un attaquant de football autrichien ayant joué pour l'Autriche. Il a également joué pour le Grazer SC, le SC Schwechat, le First Vienna FC, le SV Austria Salzburg et le SC Wacker Wien. Il a également participé au tournoi masculin aux Jeux olympiques d'été de 1952.